# Operação Prato
Operação Prato (tiếng Bồ Đào Nha: Operation Plate) là một cuộc điều tra được Không quân Brasil tiến hành vào năm 1977 và 1978 sau khi có những vụ trình báo nhìn thấy UFO được phát hiện tại thành phố Colares. Cuộc điều tra đã bị đình chỉ sau khi không tìm thấy hiện tượng bất thường nào khác.

## Lịch sử

### Các sự kiện trước đó
Năm 1977, nhiều hiện tượng UFO được báo cáo tại thành phố Colares, Pará ở Brasil. Giới nghiên cứu UFO tuyên bố rằng những tia sáng trên bầu trời bắn tung tóe vào người dân, được cho là gây thương tích và hút máu từ 400 người. Người dân địa phương cho rằng vết sẹo trên cơ thể của họ là do những tia sáng trên bầu trời gây ra, và đặt tên cho nó là "Chupa Chupa" (nghĩa là Hút máu-Hút máu). Tin tưởng rằng nó sẽ làm cho đèn tắt, cư dân Colares đã tổ chức những lần nhóm lửa xuyên đêm, và cho đốt pháo hoa. Thị trưởng José Ildone Favacho Soeiro đã đề nghị sự trợ giúp của Không quân.

### Hoạt động điều tra
Toàn bộ hoạt động điều tra được đặt dưới quyền chỉ huy của Đại úy Uyrangê Bolivar Soares Nogueira de Hollanda Lima. Vào cuối năm 1977, một số ảnh chụp những luồng sáng kỳ lạ đã được ghi nhận nhưng quân đội vẫn còn ngờ vực. Sau khoảng bốn tháng, các hoạt động điều tra đã bị dừng lại sau khi không tìm thấy hiện tượng bất thường. Các tài liệu chính thức có thể được lấy từ Cơ quan Lưu trữ Quốc gia Brasil (Arquivo Nacional).

### Thuyết âm mưu
Năm 1997, hai thập kỉ sau vụ điều tra trên, Đại úy Uyrangê đã có một cuộc phỏng vấn với hai nhà nghiên cứu UFO Ademar José Gevaerd và Marco Antônio Petit rằng chính ông kể lại những trải nghiệm sống động cùng với người của mình. Ba tháng sau cuộc phỏng vấn, người ta phát hiện Đại úy Uyrangê đã chết tại nhà riêng "sau khi ông có vẻ như đã tự treo cổ bằng dây buộc áo tắm của mình", làm dấy lên sự nghi ngờ và suy đoán từ giới nghiên cứu UFO.

### Giới nghiên cứu UFO
Theo nhà nghiên cứu UFO Jacques Vallée, một số cá nhân được cho là đã thiệt mạng do "ánh sáng" mà UFO bắn vào họ, và những vết thương tương ứng với tác động của bức xạ từ vi sóng. Những nhà nghiên cứu UFO khác khẳng định rằng ánh sáng từ UFO này đã hút máu 400 người.